# Antico Caffè Greco
L'Antico Caffè Greco, o Caffè Greco, és un històric cafè obert en 1760 en el número 86 de Via Condotti, a Roma. És considerat el cafè més antic de la ciutat i el segon més antic d'Itàlia, només superat pel Caffè Florian, de Venècia, de 1720.

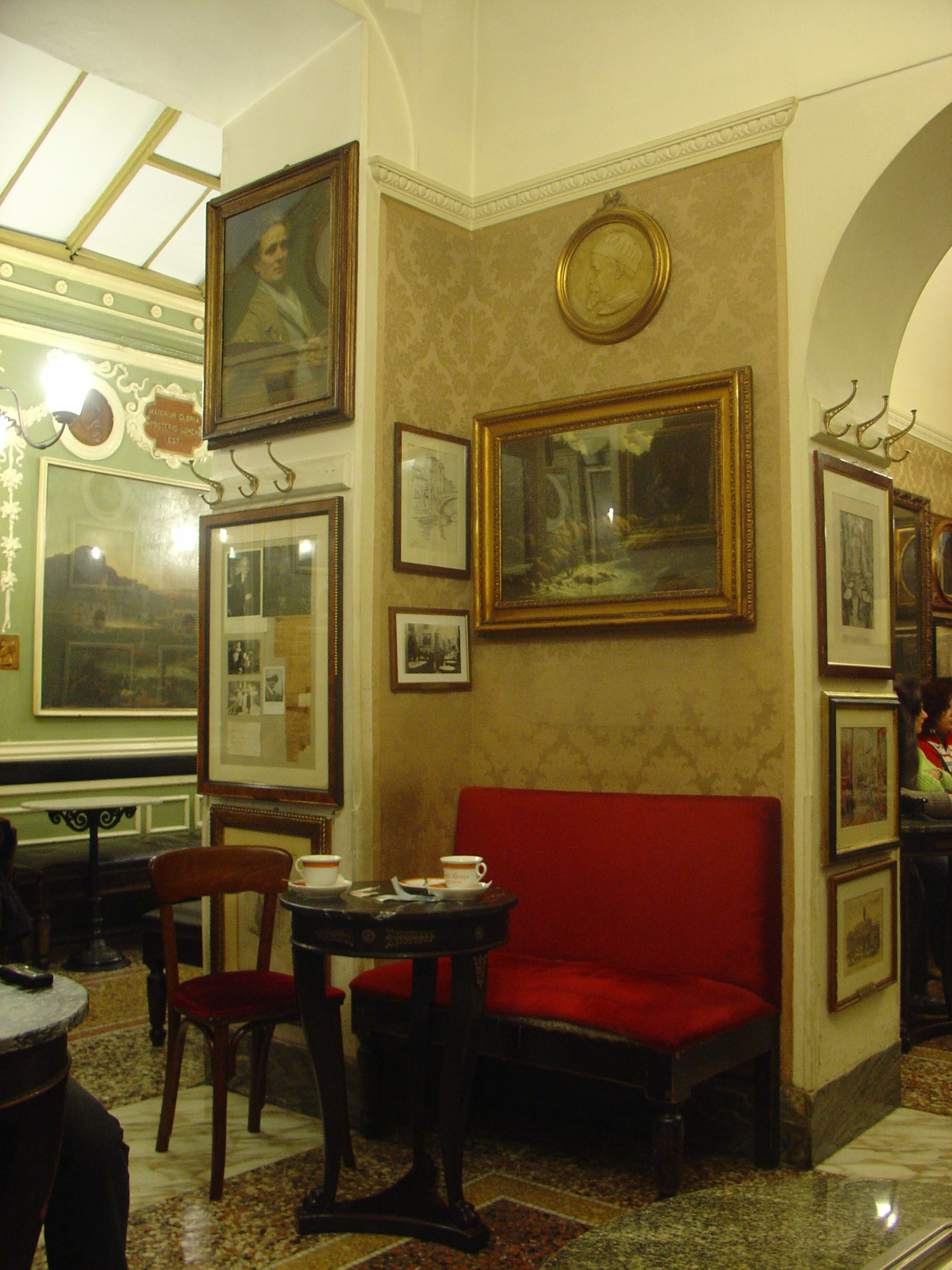

Entre els personatges que ho van visitar pot citar-se a Franz Liszt, Goethe, Schopenhauer, Stendhal, Keats, Bertel Thorvaldsen, Lord Byron, Henrik Ibsen, Hans Christian Andersen, Richard Wagner o Felix Mendelssohn. A mitjan segle xix va ser freqüentat per pintors espanyols pensionats a la ciutat eterna, com Eduardo Rosales, Casat del Alisal, Mariano Fortuny o Dióscoro Pobla. En la dècada de 1950 va tenir entre els seus clients a María Zambrano i Ramón Gaya, exiliats a Roma, i al cineasta Orson Welles. Segueix conservant al segle xxi la seva aurèola com a refugi per a escriptors, artistes i fins i tot polítics instal·lats o en trànsit per la capital italiana.